# Lista de monarcas do Mónaco
Esta é uma lista cronológica dos soberanos do principado do Mónaco. A maioria pertence à Casa de Grimaldi; as exceções, que consistem geralmente em administradores do principado sob períodos de ocupação estrangeira, também estão anotadas.

## Senhores do Mónaco
| Nome | Reinado                                        | Notas |
| --- | ---------------------------------------------- | --- |
| Francisco Grimaldi                                                                                       | 8 de Janeiro de 12971                          | Embora Francisco tenha tomado posse da Fortaleza de Mônaco, nunca foi seu governante.                                                                   |
| Rainier I, Senhor de Cagnes                                                                              | 8 de Janeiro de 1297 – 10 de Abril de 1301     | primo de Francisco1 |
| Sob controle genovês entre 10 de Abril de 1301 e 12 de Setembro de 1331                                  |                                                | |
| Senhores do Mónaco (francês: Seigneurs de Monaco)                                                        |                                                | |
| Carlos I                                                                                                 | 12 de Setembro de 1331 – 15 de Agosto de 1357  | Soberanos juntos de 29 de Junho de 1352 a 15 de Agosto de 1357                                                                                          |
| Rainier II                                                                                               | 29 de Junho de 1352 – 15 de Agosto de 1357     | Soberanos juntos de 29 de Junho de 1352 a 15 de Agosto de 1357                                                                                          |
| Sob controle genovês entre 15 de Agosto de 1357 e 5 de Junho de 1419                                     |                                                | |
| Ambrósio I de Menton                                                                                     | 5 de Junho de 1419 – 1427                      | Juntamente com Antônio e João I |
| António I de Roquebrune                                                                                  | 5 de Junho de 1419 – 1427                      | Juntamente com Ambrósio e João I |
| João I                                                                                                   | 5 de Junho de 1419 – 3 de Outubro de 1436      | Segundo de três reinados3; juntamente com Ambrósio e Antônio                                                                                            |
| Ocupado pelo Ducado de Milão sob o governo de Blaise Assereto de 3 de Outubro de 1436 a Novembro de 1436 |                                                | |
| João I                                                                                                   | Novembro de 1436 – 8 de Maio de 1454           | Terceiro dos três reinados. |
| Catalão Grimaldi                                                                                         | 8 de Maio de 1454 – Julho de 1457              | |
| Cláudia I                                                                                                | Julho de 1457 – 16 de Março de 1458            | |
| Pomelline Fregoso                                                                                        | Julho de 1457 – 16 de Março de 1458            | Regente por Cláudia. |
| Lamberto I                                                                                               | 16 de Março de 1458 – Março de 1494            | |
| João II                                                                                                  | Março de 1494 – 11 de Outubro de 1505          | |
| Luciano I                                                                                                | 11 de Outubro de 1505 – 22 de Agosto de 1523   | |
| Honorato I                                                                                               | 22 de Agosto de 1523 – 7 de Outubro de 1581    | |
| Agostinho Grimaldi                                                                                       | 22 de Agosto de 1523 – 14 de Abril de 1532     | Regente por Honorato I |
| Nicolau Grimaldi                                                                                         | 14 de Abril de 1532 – 23 de Abril de 1532      | Regente por Honorato I |
| Estêvão Grimaldi                                                                                         | 23 de Abril de 1532 – 16 de Dezembro de 1540   | Regente por Honorato I |
| Carlos II                                                                                                | 7 de Outubro de 1581 – 17 de Maio de 1589      | |
| Hércules I                                                                                               | 17 de Maio de 1589 – 29 de Novembro de 1604    | |
| Honorato II                                                                                              | 29 de Novembro de 1604 – 10 de Janeiro de 1662 | Embora tenha começado o seu governo como senhor do Mónaco, Honorato II tornou-se mais tarde o primeiro soberano do Mónaco a usar o título de Príncipe4. |
| Príncipe Francisco Landi de Valdetare                                                                    | 29 de Novembro de 1604 – 1616                  | Regente por Honorato II |

## Príncipes do Mónaco
| Nome                                                            | Retrato                            | Nascimento             | Casamento | Morte                             |
| --------------------------------------------------------------- | ---------------------------------- | ---------------------- | --- | --------------------------------- |
| Luís I 7 de janeiro de 1662 – 2 de janeiro de 1701              | Luís I de Mônaco                   | 25 de julho de 1642    | Catarina Carlota de Gramont 30 de março de 1660 6 filhos                                                          | 3 de janeiro de 1701 (58 anos)    |
| Antônio I 2 de janeiro de 1701 – 20 de fevereiro de 1731        | Antônio I, Príncipe de Mônaco      | 25 de janeiro de 1661  | Maria da Lorena 13 de junho de 1688 6 filhos                                                                      | 20 de fevereiro de 1731 (70 anos) |
| Luísa Hipólita 20 de fevereiro de 1731 – 29 de dezembro de 1731 | Luísa Hipólita, Princesa de Mônaco | 10 de novembro de 1697 | Jaime, Conde de Matignon 20 de outubro de 1715 9 filhos                                                           | 29 de dezembro de 1731 (34 anos)  |
| Jaime I 29 de dezembro de 1731 – 7 de novembro de 1733          | Jaime I de Mônaco                  | 21 de novembro de 1689 | Luísa Hipólita 20 de outubro de 1715 9 filhos                                                                     | 23 de abril de 1751 (61 anos)     |
| Honorato III 7 de novembro de 1733 – 19 de janeiro de 1793      | Honorato III de Mônaco             | 10 de novembro de 1720 | Maria Catarina Brignole 15 de junho de 1757 2 filhos                                                              | 12 de maio de 1795 (74 anos)      |
| Honorato IV 30 de maio de 1814 – 16 de fevereiro de 1819        | Honorato IV de Mônaco              | 17 de maio de 1758     | Luísa, Duquesa de Mazarino 15 de julho de 1777 2 filhos                                                           | 16 de fevereiro de 1819 (60 anos) |
| Honorato V 16 de fevereiro de 1819 – 2 de outubro de 1841       | Honorato V de Mônaco               | 13 de maio de 1778     | Não se casou. | 2 de outubro de 1841 (63 anos)    |
| Florestan I 2 de outubro de 1841 – 20 de junho de 1856          | Florestan I de Mônaco              | 10 de outubro de 1785  | Maria Caroline de Lametz 27 de novembro de 1816 2 filhos                                                          | 20 de junho de 1856 (70 anos)     |
| Carlos III 20 de junho de 1856 – 10 de setembro de 1889         | Carlos III de Mônaco               | 9 de dezembro de 1818  | Antonieta, Condessa de Mérode 28 de setembro de 1846 1 filho                                                      | 10 de setembro de 1889 (70 anos)  |
| Alberto I 10 de setembro de 1889 – 26 de junho de 1922          | Alberto I de Mônaco                | 13 de novembro de 1848 | Maria Vitória Hamilton 21 de setembro de 1869 Sem filhosAlice, Duquesa de Richelieu 30 de outubro de 1889 1 filho | 26 de junho de 1922 (73 anos)     |
| Luís II 27 de junho de 1922 – 9 de maio de 1949                 | Luís II de Mônaco                  | 12 de julho de 1870    | Ghislaine Dommanget 24 de julho de 1946 1 filho                                                                   | 9 de maio de 1949 (78 anos)       |
| Rainier III 9 de maio de 1949 – 6 de abril de 2005              | Rainier III de Mônaco              | 31 de maio de 1923     | Grace Kelly 18 de abril de 1956 3 filhos                                                                          | 6 de abril de 2005 (81 anos)      |
| Alberto II 6 de abril de 2005 –                                 | Alberto II de Mônaco               | 14 de março de 1958    | Charlene Wittstock 1 de julho de 2011 2 filhos                                                                    |                                   |

## Árvore Genealógica
- Rainier I, Senhor de Cagnes (1267–1314)
  - Carlos I, Senhor de Mônaco (?-1357)
    - Rainier II, Senhor de Mônaco (?-1407)
    - Antônio II, Senhor de Mônaco (?-1427)
    - João I, Senhor de Mônaco (1382-1454)
      -  Catalão, Senhor de Mônaco (1415-1457)
        - Cláudia, Senhora de Mônaco (1451-1515)
          - João II de Mônaco (1468-1505)
          - Luciano I de Mônaco (1487-1523)
            - Honorato I de Mônaco (1522-1581)
              - Carlos II, Senhor de Mônaco (1555-1589)
              - Hércules I de Mônaco (1562-1604)
                - Honorato II de Mônaco (1597-1662)
                  - Hércules Grimaldi, Marquês de Baux (1623-1651)
                    - Luís I de Mônaco (1642-1701)
                      - Antônio I, Príncipe de Mônaco (1661-1731)
                        - Luísa Hipólita, Princesa de Mônaco (1697-1731)
                          - Honorato III de Mônaco (1720-1795)
                            - Honorato IV de Mônaco (1758-1819)
                              - Honorato V de Mônaco (1778-1841)
                              - Florestan I de Mônaco (1785-1856)
                                - Carlos III de Mônaco (1818-1889)
                                  - Alberto I de Mônaco (1848-1922)
                                    - Luís II de Mônaco (1870-1949)
                                      - Carlota, Duquesa de Valentinois (1898-1977)
                                        - Rainier III de Mônaco (1923-2005)
                                          - Alberto II do Mónaco (n. 1958)
                                            - Jaime, Príncipe Herdeiro do Mónaco (n. 2014)